# Bikarijica
Koordinati:   43°53′20″N, 15°21′06″E
Bikarijica je majhen nenaseljen otoček v Jadranskem morju.
Pripada Hrvaški.
Bikarijica leži med otokoma Žut in Pašman. Površina otočka meri 0,025 km². Dolžina obalnega pasu je 0,58 km. Najvišja točka na otočku je visoka 16 mnm.